# Gaohe (socken i Kina, Shandong)
Gaohe (kinesiska: 高河乡, 高河) är en socken i Kina. Den ligger i provinsen Shandong, i den östra delen av landet, omkring 180 kilometer söder om provinshuvudstaden Jinan.
Genomsnittlig årsnederbörd är 685 millimeter. Den regnigaste månaden är juli, med i genomsnitt 197 mm nederbörd, och den torraste är januari, med 3 mm nederbörd.